# Richard von der Schulenburg-Priemern
Julius Heinrich Richard von der Schulenburg-Priemern (* 4. August 1857 in Kassel; † 4. Februar oder 6. Februar 1943 in Demmin) war ein deutscher Offizier, zuletzt Generalleutnant.

## Leben
Von der Schulenburg-Priemern wurde als zweiter Sohn des späteren Ministers Gustav von der Schulenburg-Priemern zu Cassel geboren.
1877 trat er in das Ulanen-Regiment Nr. 2 in Demmin ein und wechselte 1904 als Major im Stabe des Husarenregiments Nr. 12 in Torgau. Ab 1908 kommandierte er das Garde-Dragoner-Regiment.
Nachdem er 1913 aus dem Militärdienst ausgeschieden war, wurde er im Ersten Weltkrieg 1914 reaktiviert und kommandierte ab 1915 die 23. Landwehr-Infanterie-Brigade. Schulenburg kommandierte zuletzt als Generalmajor bis 1917 die 175. Landwehr-Infanterie-Brigade.
Im Februar 1943 starb er als Generalleutnant a. D. in Demmin und wurde in Tützpatz beigesetzt.

## Privates
Am 23. Februar 1903 heiratete er in Tützpatz in Mecklenburg Arianne von Heyden-Linden (1876–1950), eine Tochter von Wilhelm von Heyden-Linden. Die Ehe blieb kinderlos.

## Auszeichnungen (Auswahl)
- Ehrenritter des Johanniter-Ordens[5]